# 伊瓜莱哈
伊瓜莱哈，是西班牙安达卢西亚自治区马拉加省的一个市镇。 总面积44平方公里，总人口898人（2001年），人口密度20人/平方公里。